# 豐盛生命基督教學校槍擊案
美国中部时间2024年12月16日上午，美國威斯康星州麥迪遜的丰盛生命基督教学校（Abundant Life Christian School）發生校園槍擊案。槍擊導致3人死亡，其中包括15歲的兇手娜塔莉·魯普諾，另有6人受傷。據CNN報導，此事件是2024年至少在美國發生的第83宗校園槍擊案。

## 背景
丰盛生命基督教学校（Abundant Life Christian School）是一所創建於1978年的私立K–12學校，主要服務學前至高中學生。學校主建築毗鄰麥迪遜市教會，與教會及涵蓋嬰幼兒至幼兒園的兒童學習中心共用28英畝的校園。該校共有約390名學生，來自50多個當地教會的200個家庭。該校屬於步道運動聯盟，此聯盟涵蓋本地區多所小型公立和私立學校。然而，事發當時校園雖已安裝監控攝影機，但未配備金屬探測器或校園安全專員。
此次槍擊案使2024年美國校園槍擊案總數達到83宗。女性槍擊案嫌疑人極為罕見，自1999年哥倫拜校園事件以來，女性嫌疑人僅佔約4%，共8人。

## 襲擊
槍擊案發生在一間用作自修室的教室內。根據麥迪遜警方提供的資訊，當地時間上午10時57分，校內一名二年級教師撥打911報警。事發地點為一間混合不同年齡與年級學生的自修室。
執法人員於上午11時05分趕到現場，發現兇手已死亡，初步研判死因為吞槍自殺。上午11時14分，學校教職員及學生全數緊急疏散。初期調查顯示，兇手是一名該校青少年學生。現場執法人員未使用武器。經過校園初步搜索後，警方確認現場已無公共安全威脅。
根據當地多家媒體報導稱，約在上午11時20分，周邊居民的手機收到了公共安全警報。

## 遇害者
麥迪遜警方在初步新聞發佈會上，曾報告槍擊案死亡人數為5人，但隨後修正為3人，包括疑似槍手在內。根據警察局長肖恩·F·巴恩斯表示，遇害者中包含一名該校學生與一名教師。
另有6人受傷，其中2人情況危急。據醫院發言人莉薩·亞當斯表示，4名傷者被送往麥迪遜SSM健康聖瑪麗醫院接受治療，2人已經出院，其餘2人仍在住院，情況穩定。

## 行兇者
槍擊案兇手娜塔莉·林恩·「薩曼莎」·魯普諾（Natalie Lynn "Samantha" Rupnow）是該校的一名15歲女學生。一名執法官員透露，魯普諾出身於一個家庭關係動盪的環境，她的父母多次離婚又復婚，為此她正在接受心理治療。早在案發數月前的8月，魯普諾曾與父親一起前往射擊場，並隨後加入射擊俱樂部。
根據《Reduxx》記者安娜·斯拉茨的報導，她曾公佈一份據稱是兇手的「宣言」。此外，魯普諾的社交媒體帳戶內容透露她有強烈的疏離感。截至報導時，這份所謂的「宣言」仍未經麥迪遜警方確認，警方表示正在進行驗證工作。另有網路照片顯示，魯普諾穿著一件KMFDM樂隊的T恤，這件衣服曾出現在哥倫拜校園事件兇手之一埃里克·哈里斯的多部業餘影片中。
警方於北美東部時區晚上9時30分舉行新聞發布會，透露更多有關嫌犯的細節。警察局長巴恩斯表示，魯普諾在被送往當地醫院的途中被正式宣告死亡。巴恩斯同時提到，初步判斷魯普諾的死因為吞槍自殺，正式死因將由戴恩縣法醫辦公室進一步確認。

## 後續
戴恩縣美國男女生俱樂部宣佈，將於槍擊案發生次日在州議會大廈前舉行燭光守夜活動。
12月17日，學校附近人行道上設立一處紀念區，以悼念槍擊案的遇害者。包括校友在內的悼念者紛紛將一品紅等供品獻至紀念區，以表達哀悼。

## 調查
槍擊案發生後，美國煙酒槍炮及爆裂物管理局迅速派員到達現場。一名發言人表示，調查人員已找回案中使用的9毫米口徑手槍，並正在進行來源追蹤。案中兇手的家人全程積極配合執法部門調查。
警察局長巴恩斯表示，他知悉網上流傳一份據稱為兇手的「宣言」，但目前無法確認其真實性。為進一步調查，執法人員已展開對兇手住所的搜索，試圖收集電腦及其他個人設備，以追蹤其數位足跡。此外，警方也在檢視其社交媒體帳戶，尋找可能揭示其作案動機的線索。

## 反應
美國總統在聲明中強烈譴責此次槍擊案，形容其為「令人震驚且無法接受的行為」。他呼籲美國國會迅速採取行動，應對槍支暴力問題，並強調保護校園兒童的必要性。他敦促通過更嚴格的槍支安全法，包括全民背景審查、全國「紅旗法」、以及禁止攻擊性武器與大容量彈匣等措施。
威斯康星州州長托尼·埃弗斯下令威斯康星州州旗與美國國旗降半旗以示哀悼，並在X／Twitter平台上發佈聲明，表示密切關注槍擊案後的發展及相關社區情況。他寫道：「我們為孩子們、教育者以及整個豐盛生命學校社區祈禱，並感謝第一線人員的快速行動。」
威斯康星州參議員塔米·鮑德溫與羅恩·詹森分別在社交媒體上表達哀悼與祈禱，並承諾將繼續關注事態進展，必要時支援執法部門。事發後不久，學校在其Facebook官方頁面發布聲明，證實發生校內槍擊事件，並呼籲社會為校園祈禱。
麥迪遜警察局長巴恩斯對媒體表示：「在事發校舍內的每一名孩子與每個人，都是受害者，並且這種創傷將伴隨他們一生，無法輕易消退。」